# Roger Scruton
Roger Vernon Scruton, född 27 februari 1944 i Buslingthorpe i Lincolnshire, död 12 januari 2020 i Brinkworth i Wiltshire, var en brittisk filosof och författare som inriktade sig på estetik och politisk filosofi, i synnerhet befrämjandet av traditionellt konservativa ståndpunkter.

## Biografi
Åren 1982–2001 var han redaktör för The Salisbury Review, en konservativ tidskrift, och han skrev över 50 böcker inom ämnesområdena filosofi, konst, musik, politik, litteratur, sexualitet och religion; dessutom författade han romaner och två operor. Hans mest betydande verk är The Meaning of Conservatism (1980), Sexual Desire (1986), The Aesthetics of Music (1997) och How to Be a Conservative (2014). Han bidrog regelbundet i populära medier, inklusive The Times, The Spectator och New Statesman.
Scruton omhuldade konservatismen efter att ha bevittnat studentprotesterna 1968 i Frankrike. Från 1971 till 1992 var han lektor och professor i estetik vid Birkbeck College i London, varefter han hade flera akademiska positioner på deltid, bland annat i USA. På 1980-talet hjälpte han till att etablera underjordiska akademiska nätverk i det sovjetstyrda Östeuropa, för vilket han tilldelades Tjeckiens förtjänstmedalj (första klass) av president Václav Havel år 1998. Scruton erhöll en Sir-titel av brittiska kungahuset år 2016 för sina insatser inom filosofi, undervisning och offentlig utbildning.

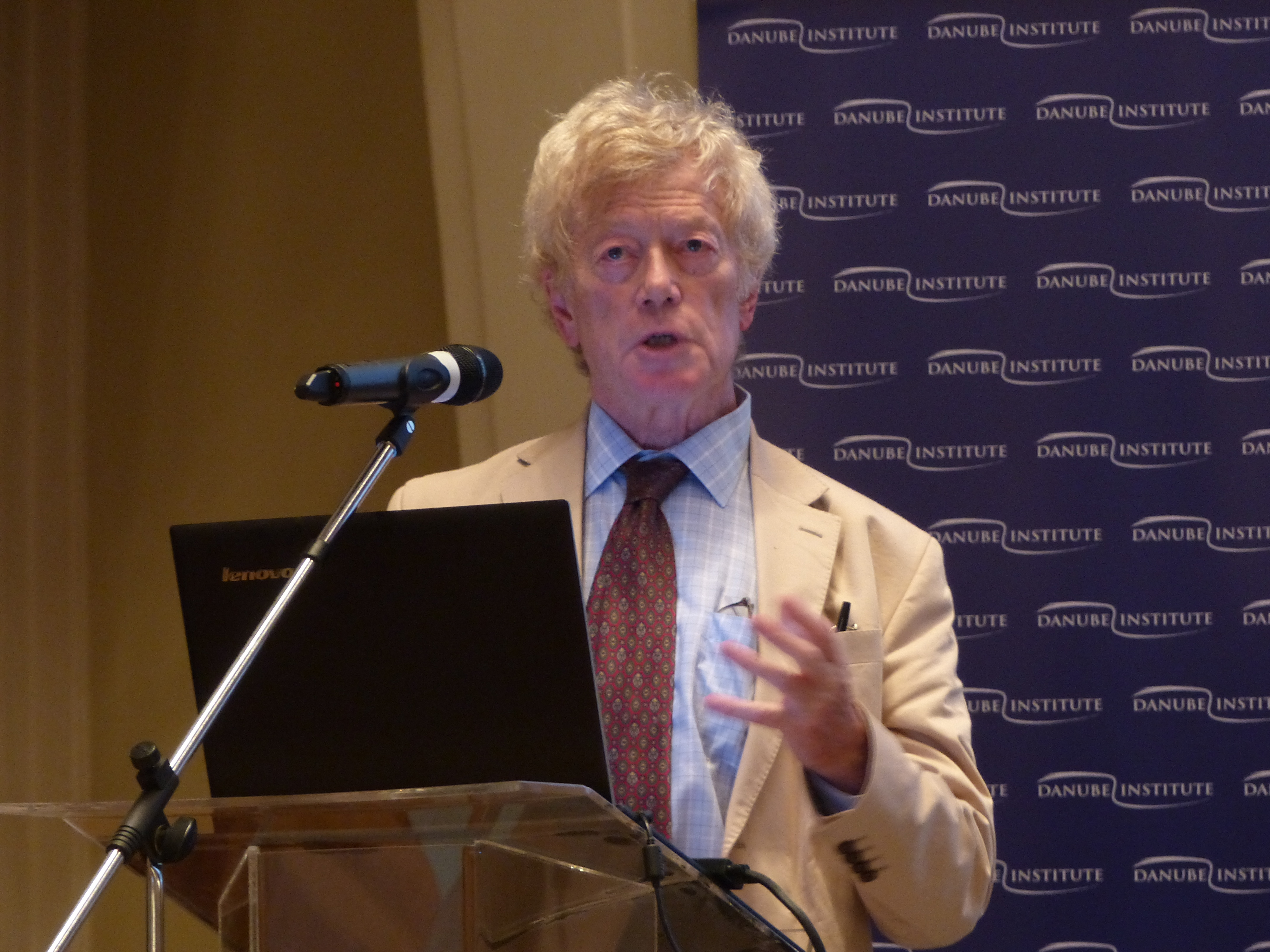
Roger Scruton föreläser i Budapest i september 2016.

### Begreppet oikofobi
År 2004 skapade Scruton sin egen definition av begreppet oikophobia (från forngrekiskans οἶκος 'hem; hushåll). I skriftliga källor anses poeten Robert Southey år 1808 ha använt ordet för första gången, och då i meningen människors lust att lämna sina hem och resa. Scrutons definition kom av vad han såg som en konsekvent nedvärdering av den egna hembygden, nationen och dess kultur genom en individs identifikation mot vad Scruton menade var dennes "egentliga" nation och/eller kultur. Scrutons analys riktar sig mot politiker, den politiska korrekthet som finns vid amerikanska universitet samt ett flertal intellektuella, vilka enligt Scruton har en tendens att fastna i ett tidigt stadium av personlighetsutvecklingen.

## Utmärkelser
För sitt arbete med Jan Hus Educational Foundation i det kommunistiska Tjeckoslovakien tilldelades Scruton "första junipriset" 1993 av den tjeckiska staden Plzeň. 1998 gav Tjeckiens dåvarande president Václav Havel honom förtjänstmedaljen (första klass). I Storbritannien adlades han i 2016 års Birthday Honours för "tjänster till filosofi, undervisning och offentlig utbildning". Den polske presidenten Andrzej Duda tilldelade Scruton Storkorset av Republiken Polens förtjänstorden i juni 2019 "för att stödja den demokratiska omvandlingen i Polen". I november samma år tilldelade senaten i det tjeckiska parlamentet honom en silvermedalj för hans arbete till stöd för tjeckiska dissidenter. Följande månad, under en ceremoni i London, överlämnade Ungerns premiärminister Viktor Orbán honom den ungerska förtjänstorden, Commander's Cross with Star.
- 1998: Första klass av Tjeckiens förtjänstmedalj
- 2015: Knight Bachelor
- 2019: Första klass av Storkorset av Republiken Polens förtjänstorden
- 2019: Kommendörskorset med stjärna av den ungerska republikens förtjänstorden

## Publicerade verk
Filosofi och konst
- Art And Imagination (1974)
- The Aesthetics Of Architecture (1979)
- A Short History of Modern Philosophy (1982)
- The Aesthetic Understanding (1983)
- Kant (1983)
- Sexual Desire: A Moral Philosophy of the Erotic (1986)
- Spinoza (1987)
- The Philosopher On Dover Beach and Other Essays (1990)
- Modern Philosophy (1994)
- The Classical Vernacular: architectural principles in an age of nihilism (1995)
- Animal Rights and Wrongs (1996)
- An Intelligent Person's Guide To Philosophy (1996) Åter publicerad 2005 som Philosophy: Principles and Problems
- The Aesthetics Of Music (1997)
- Spinoza (1998)
- Death-Devoted Heart: Sex and the Sacred in Wagner's Tristan und Isolde (2004)
- Beauty (2009)
- The Soul of the World (2014)

### Politik och kultur
- The Meaning Of Conservatism (1980)
- The Politics Of Culture and Other Essays (1981)
- A Dictionary Of Political Thought (1982) * NY UTGÅVA - 2007 *
- Untimely Tracts (1985)
- Thinkers of The New Left (1986)
- A Land Held Hostage: Lebanon and the West (1987)
- Conservative Texts (1992)
- An Intelligent Person's Guide to Modern Culture (1998)
  - Översättning av Birgit Lönn: Filosofi för den moderna människan: en ingång till tankens värld (1998)
- The West and the Rest: Globalization and the terrorist threat (2002)
- The Need for Nations (2004)
- Arguments For Conservatism (2006)
- Immigration, Multiculturalism and the Need to Defend the Nation State - Online version (2006)
- Culture Counts: Faith and Feeling in a World Besieged (2007)
  - Översättning av Lars Ryding: Kultur räknas: tro och känsla i en belägrad värld (2009)
- How to Think Seriously About the Planet: The Case for an Environmental Conservatism (2012)
- How to Be a Conservative (2014)
  - Översättning av Anton Stigermark: Att vara konservativ (2016)
- Fools, Frauds and Firebrands: Thinkers of the New Left (2015)

### Självbiografiskt
- On Hunting (1998)
- England: An Elegy (2001)
- News From Somewhere: On Settling (2004)
- Gentle Regrets: Thoughts from a Life (2005)

### Skönlitteratur
- Fortnight's Anger: a novel (1981)
- Francesca: a novel (1991)
- A Dove Descending and Other Stories (1991)
- Xanthippic Dialogues (1993)
- Perictione in Colophon (2000)
- Notes from Underground (2014)
- The Disappeared (2015)

### Operor
- The Minister (1994)
- Violet (2005)

## Mottagande i Sverige
I Sverige har Scruton framförallt gjort sig bemärkt som företrädare för kulturkonservatism i och med översättningen av hans bok Culture Counts (på svenska: Kultur räknas, Atlantis förlag 2009, med förord av Johan Hakelius) samt hans artiklar i tidskriften Axess magasin och Samtidsmagasinet Salt tillika ett flertal intervjuer med honom i Axess TV. Enligt Hakelius är Scruton individualist men menar att individen skapas av en gemenskap. Individen är enligt Scruton på så sätt samhällets viktigaste biprodukt. Ur detta följer att Scruton försvarar nationalstaten och det västerländska kulturarvet samt förhåller sig kritisk till mångkulturen. Han är också kritiskt inställd till modernistisk arkitektur, industriellt jordbruk och stora delar av populärkulturen.